# Fitochelatina
Le fitochelatine sono polipeptidi intracellulari prodotti da piante e alghe (e  molto raramente da alcune specie di funghi) in risposta a un eccessivo assorbimento di metalli pesanti.

## Struttura chimica

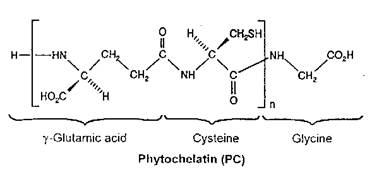
Struttura generale di una fitochelatina

Le fitochelatine (in lingua inglese: Phytochelatin; abbreviate in PCn) sono proteine citoplasmatiche a basso peso molecolare ricche in cisteina appartenenti alla III classe della famiglia delle metallotioneine. Sono oligopeptidi costituiti da (y-glutammil-cisteinil)n-glicina (raramente sostituita da -alanina), dove n sta per un numero variabile di ripetizioni del dìpeptide y-glutammil-cisteina; tali ripetizioni, da 2 a 11 (da PC2 a PC11) sono più frequentemente da 2 a 5. I gruppi sulfidrilici (o tiolici) -SH della cisteina permettono la chelazione dei metalli pesanti e ne prevengono quindi l'interazione con i componenti cellulari. Le fitochelatine possono infatti formare complessi molecolari con vari metalli pesanti i quali non possono esercitare effetti tossici perché sottratti alla libera circolazione all'interno del citoplasma cellulare. Nel caso del cadmio i complessi del metallo con le fitochelatine possono variare da 1800 a 8000 dalton.

## Biologia
Le fitochelatine si rinvengono nelle piante, nei funghi, e in tutti i gruppi di alghe tra cui cianobatteri e licheni. La sintesi delle fitochelatine avviene direttamente a partire dal glutatione oppure da un'altra fitochelatina a più basso grado di polimerizzazione per mezzo dell'enzima Glutatione gamma-glutammilcisteiniltransferasi. Tali organismi, a differenza degli animali, traggono nutrienti (per esempio, rame e zinco) e metalli potenzialmente tossici  (per es. cadmio, piombo o mercurio) dall'ambiente acquatico o terrestre. Le concentrazioni di questi elementi, sia quelli essenziali che i non essenziali, possono variare per cause naturali o antropiche. È pertanto importante per le piante, che non possono  allontanarsi di fronte a concentrazioni ambientali tossiche di questi elementi, possedere meccanismi che ne mantengano le concentrazioni entro limiti di sicurezza; la sintesi delle fitochelatine è attivabile nell'arco di pochi minuti e costituisce pertanto un'importante risposta fisiologica per il mantenimento dell'omeostasi cellulare e per la detossificazione.

## Storia
Gli effetti delle fitochelatine vennero scoperti nel 1973 da Paolo Pelosi e collaboratori dell'Università di Pisa i quali osservarono un aumento degli aminoacidi acido glutammico, cisteina e glicina nelle piante di tabacco esposte a concentrazioni elevate di mercurio metallico. Le ricerche, pubblicate su riviste minori, non ebbero l'eco che avrebbero meritato. Nel 1979 fu scoperto l'enzima Glutatione gamma-glutammilcisteiniltransferasi. Nel 1981 le fitochelatine furono rinvenute nel lievito di fissione e vennero chiamate Cadistine. Nel 1985 Erwin Grill e collaboratori dell'Università di Monaco di Baviera dimostrarono che i tre aminoacidi erano utilizzati nelle cellule vegetali in risposta allo stress da cadmio e altri metalli pesanti già pochi minuti dopo l'esposizione. Il nome «fitochelatine» (dal greco Φυτόν = pianta e χηλή = tenaglia) venne attribuito per sottolineare la loro origine vegetale e la capacità di chelare i metalli pesanti per sottrarli alla libera circolazione all'interno delle cellule al pari delle metallotioneine.